# Gyroscoop

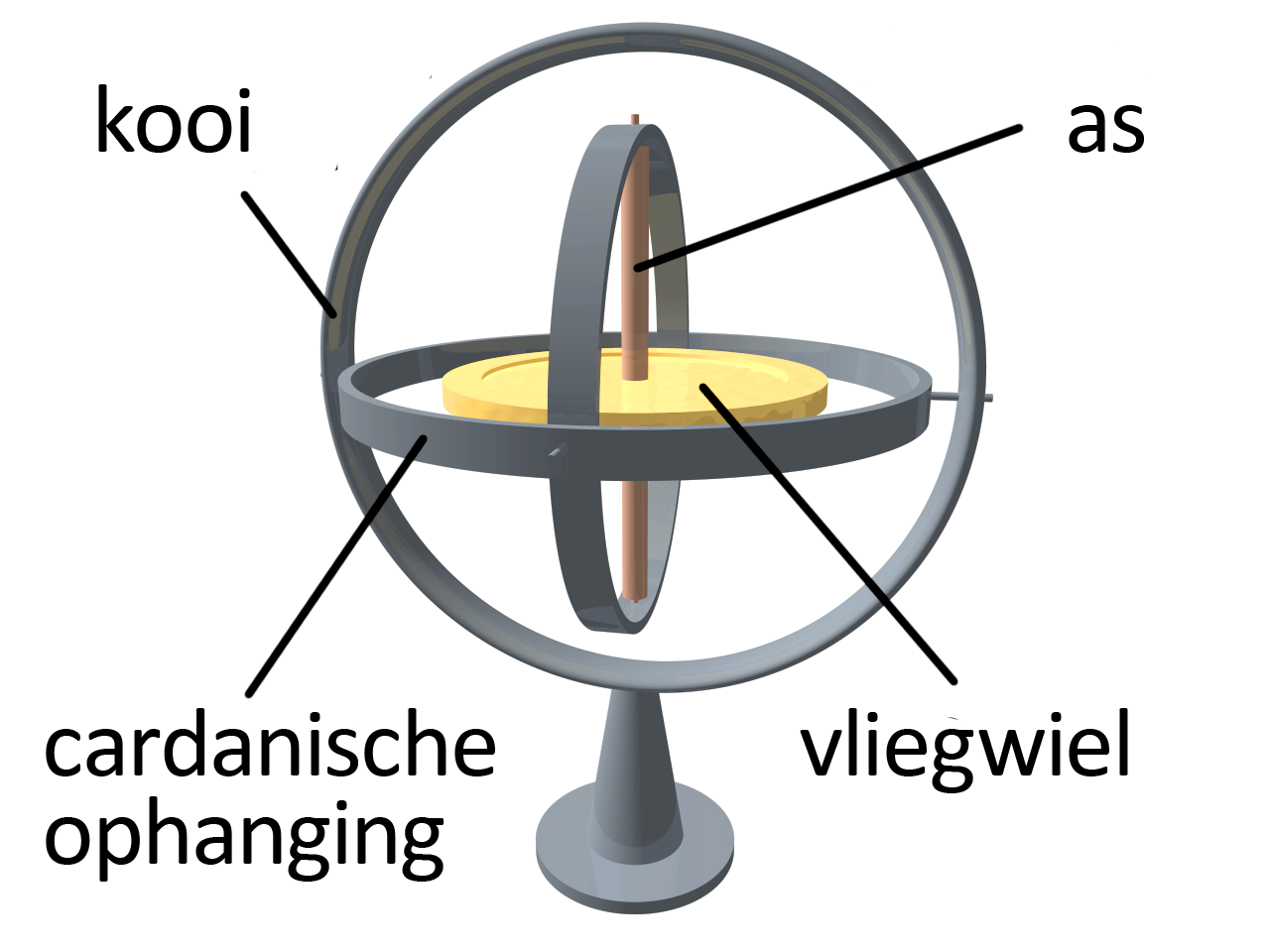
Gyroscoop

Gyroscoop in een cardanische ophanging

Een gyroscoop is een rotatiesymmetrische massa met een omwentelingsas. Het is populair gezegd een tol. Voor het gebruik in de praktijk wordt voor de massa meestal een schijf genomen, waarbij de massa als een vliegwiel fungeert. De gyroscoop werkt doordat wanneer het vliegwiel aan het draaien is gemaakt, de wet van behoud van impulsmoment daarvoor geldt en de omwentelingsas ervan steeds in dezelfde richting, in dezelfde stand blijft staan, ongeacht de manier waarop de hele gyroscoop wordt bewogen. Een snel draaiende gyroscoop verzet zich tegen iedere verandering van de stand van de omwentelingsas.
Voorbeelden van gyroscopen zijn een gyrokompas, de Aarde, de wielen van een fiets, een draaitol en bepaalde instrumenten in een vliegtuig, zoals de kunstmatige horizon en de bochtaanwijzer. Vaak is een gyroscoop, net als een kompas op een schip, in een cardanische ophanging gevat, zodat hij in alle drie dimensies vrij kan draaien. De as blijft in zo'n ophanging altijd één kant op wijzen. Door deze eigenschap is de gyroscoop praktisch onmisbaar geworden als richtinstrument in vliegtuigen, schepen, torpedo's en raketten. De gyroscoop werd in de V2-raket gebruikt.
De Fransman Léon Foucault heeft in 1851 het principe van de gyroscoop verklaard en verzon de naam ervoor van de Griekse woorden γῦρος, gŷros, rond of cirkel en σκοπέω, skopéō, kijken of zien. Wanneer een gyroscoop eenmaal in beweging is gebracht, zal door de wet van behoud van impulsmoment de omwentelingsas in dezelfde richting blijven staan. Foucault demonstreerde aan de hand van dit principe dat de Aarde om haar as draait. Door de draaiing van de Aarde lijkt het namelijk of de gyroscoop in een etmaal om zijn as draait. Omdat de gyroscoop ten opzichte van de ruimte stilstaat moet de Aarde dus wel om haar as draaien.
Als de gyroscoop op maar een punt wordt ondersteund, zal precessie optreden. Het lijkt dan of de gyroscoop op een onmogelijke manier met de wetten van de zwaartekracht spot. Dit gedrag is het gevolg van het moment uitgeoefend door de zwaartekracht op het impulsmoment, wat een resultante loodrecht op de zwaartekracht tot gevolg heeft. Hoe groter het impulsmoment, des te lager de precessiesnelheid. Zo duurt een precessieperiode van de aarde 25.800 jaar. Nutatie is de 'bibberende' beweging van een tol of een planeet ten gevolge van de massaverdeling binnen het voorwerp.

## Geschiedenis
Een voorloper van de gyroscoop was de spiegeltol van John Serson uit de jaren 1740-1749. De vroegst bekende versie van een gyroscoop werd in 1817 gemaakt door de Duitse astronoom en wiskundige Johann Gottlieb Friedrich von Bohnenberger. Zijn toestel, de Bohnenberger Maschine, bestond uit een roterende ivoren bol gemonteerd in een cardanische ophanging. De Amerikaan Walter R. Johnson ontwikkelde in 1832 de Rotascope, een gyroscoop met een roterende schijf.
De Franse wiskundige Pierre-Simon Laplace, destijds werkzaam aan de École polytechnique in Parijs, adviseerde om de machine van Bohnenberger voor educatieve doeleinden te gebruiken. Op deze wijze kwam het onder de aandacht van Foucault, die in 1851 het principe achter de gyroscoop verklaarde. Hij gebruikte de gyroscoop in het kader van zijn experiment om aan te tonen dat de aarde om zijn eigen as draait.
Rond 1860 kwamen de eerste elektromotoren beschikbaar, wat leidde tot de ontwikkeling van het gyrokompas. De Duitse uitvinder Hermann Anschütz-Kaempfe bouwde tussen 1905 en 1908 de eerste functionele maritieme gyrokompassen en de Amerikaan Elmer Sperry volgde in 1910 met een eigen ontwerp.

## Toepassing
De gyroscoop wordt in de scheep- en luchtvaart als kompas gebruikt. Gyrokompassen of gyroscopische kompassen zijn nauwkeuriger dan kompassen die gebruikmaken van het aardmagnetisch veld, die storing ondervinden van de aanwezigheid van ijzer. Gyrokompassen hebben hier geen last van, maar moeten wel regelmatig worden geijkt. Dit gebeurt meestal aan de hand van de sterren, het zogenaamde nemen van een azimut, of het peilen van een lichtenlijn.
Het experiment met de Gravity Probe B van de NASA om de relativiteitstheorie te controleren wordt met behulp van uiterst nauwkeurige gyroscopen uitgevoerd.
Voor film- en televisie-opnamen worden gyroscopen gebruikt om de camera te stabiliseren. De gyroscoop merkt bewegingen van de camera op en een actuator maakt vervolgens een tegengestelde beweging. Gyroscopen worden bijvoorbeeld gebruikt bij opnamen met een helikopter, om de schokbewegingen als gevolg van de wind en de rotorbladen te corrigeren. Voor deze toepassing kunnen wel vijf gyroscopen worden gebruikt.

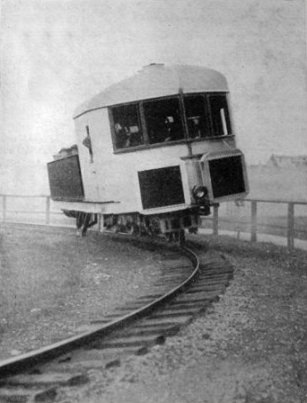
Gyro-monorail van Louis Brennan

Begin 19de eeuw werden verschillende pogingen gedaan tot ontwikkeling van transportvoertuigen, zoals een treinstel met twee in plaats van vier wielen achter elkaar, die met gyroscopen rechtop bleven rijden. Die voertuigen zouden onder andere tot een veel eenvoudiger spoorinfrastructuur moeten leiden. Ze werden gyro-monorail genoemd.

## Vibratiegyroscoop
Een trillend voorwerp kan ook dienen als gyroscoop. Bij vliegende insecten kunnen zogenoemde haltertjes bij de vleugels zo'n rol spelen. Doordat een trillende massa veel gemakkelijker in micro-elektronica is te integreren dan een draaiend wiel wordt deze vorm in toenemende mate gebruikt in de elektronische componenten van voertuigen, video- en fotoapparatuur, spelconsoles en voor beeldstabilisatie.
De vibratiegyroscoop is voor te stellen als een zeer kleine slinger van Foucault. De natuurkunde ervan lijkt op die van de draaiende gyroscoop: een trillend voorwerp, bijvoorbeeld door een piëzo-elektrisch kristal aangedreven, heeft de neiging om langs dezelfde as te blijven bewegen. Er is een kracht voor nodig om het in een andere richting te dwingen en die corioliskracht is elektronisch te detecteren.
In de technische literatuur wordt dit soort apparatuur aangeduid als een micro-elektromechanisch systeem.

## Optische gyroscoop
In onderzeeërs en vliegtuigen wordt tegenwoordig gebruikgemaakt van een ringlasergyrokompas, een optische gyroscoop, waar geen bewegende onderdelen meer in zitten, waardoor de toevoeging 'gyro' eigenlijk verkeerd is. Een lichtstraal wordt gesplitst en via verschillend gebogen banen weer gecombineerd. Als het apparaat in de tussentijd meer in de richting van een baan dan in die van een andere baan is geroteerd kan een faseverschil worden gemeten. Men noemt dit naar de uitvinder het sagnac-effect.

## Websites
- Georgia State University. Gyroscope.
- B Willems. Optische Gyroscopen, 18 december 2006.  voor de Katholieke Universiteit Leuven